# 鹿麻產
鹿麻產，原寫為鹿蔴產，是古代伊姆諸存在的一個村社，管轄今日的臺灣嘉義縣竹崎鄉一帶地區。 伊諸姆滅國後，此名稱逐漸成為一個傳統地域名稱，位於該鄉西半部的中央偏南地帶。相較於今日行政區，其範圍大致包括鹿滿村、紫雲村。

## 歷史
十六世紀時，伊姆諸人於竹頭崎之南Lokumasan（即今嘉義縣竹崎鄉鹿滿村）處開墾，並建立分社，命名為盧麻產（Yomasana），當時的土地範圍包含今日之內埔村，清初期設有土牛界碑於今內埔村。1717年，盧麻產遭天花瘴癘之災，死亡甚眾，倖存族人徙離至阿拔泉（今南投縣竹山鎮田子里），盧麻產土地為漢人所租用，據目前仍留存的「阿里山番租」契約顯示，1719年吳鳳與「阿里山土官」（台語猫音，與貓不同）簽訂租約，贌租原屬盧麻產社所有的番仔潭（今竹崎鄉灣橋附近，轉音稱鹿滿村），再轉佃租給入墾的漢人。:130-143漢人庄民每年需繳納稅金予伊姆諸，直至至少光緒 13 年（1887），番大租仍是伊姆諸收取。其後漢人移墾，鹿滿村於清末年間已經開始有聚落，人文薈萃、商業發達及各種商店林立。
清領後期，伊姆諸國力衰弱，鹿麻產被劃入大清帝國領土，依保甲制將本村劃歸被劃為福建省臺灣府嘉義縣大目根保。日治時期初期治安和行政機關先設立於鹿滿庄(本村)，其後竹崎鄉的第一所學校(鹿麻產公學校)同時也首先設立於此地(1909年)，之後村子逐漸發展形成聚落。
台灣日治初期，鹿麻產地區為一街庄（舊制街庄），稱為「鹿蔴產庄」，隸屬於大目根堡。該庄西北隔牛稠溪與番仔潭庄、羗仔科庄為界，東北與竹頭崎庄、瓦厝埔庄為鄰，東南邊為內埔仔庄，西南邊為下坑庄、灣橋庄。
1901年（日治明治三十四年）11月11日，全台設置二十廳，該庄隸屬於嘉義廳。1904年（明治三十七年）2月15日，該庄編入「鹿蔴產區」，隸屬於嘉義廳。1909年（明治四十二年）10月25日，全台整併二十廳為十二廳，該庄仍隸屬於嘉義廳。1910年（明治四十三年）1月18日，各區管轄區域調整，該庄仍隸屬於嘉義廳的「鹿蔴產區」。
1920年（大正九年）10月1日，全台廢十二廳改設五州二廳，該庄改制並雅化為「鹿麻產」大字，隸屬於臺南州嘉義郡竹崎庄（新制街庄）。
戰後竹崎庄改制為竹崎鄉，隸屬於臺南縣，大字亦改制為村。1950年（民國39年）10月，雲、嘉、南分治，竹崎鄉改隸屬於嘉義縣。

## 聚落
本地區發展較早的聚落有鹿蔴產（鹿滿）、鹿藔堀、橄欖腳、大竹圍、柑宅仔、外公館、過溪仔、水景頭、麻蜞埔、頂溪心、溪心、尾厝等，在日治期初期的官方地圖上已有記載。此外，本地區尚有崁腳聚落。

## 交通
阿里山林業鐵路又稱「阿里山森林鐵路」，主線由嘉義通往阿里山，在本地區設有鹿麻產車站。該鐵路主線因凱米颱風強風豪雨路線多處受創，阿里山林鐵本線停駛至2024年8月底，本站位於該區間內，各級列車均有停靠。
省道台3線俗稱「內山公路」，是臺北至屏東的幹道，經過本地區鹿滿、崁腳等聚落。由該道路北行可前往竹崎鄉竹崎市區、梅山鄉、雲林縣古坑鄉、斗六市、林內鄉等地；南行可前往番路鄉西北部、中埔鄉、番路鄉南部、大埔鄉、臺南市楠西區等地。
縣道159號是新港至番路的道路，經過本地區鹿滿聚落。由該道路（大方向）西行可前往嘉義市、太保市、新港鄉、六腳鄉北端，並止於省道台19線路口；東行可前往番路鄉，並止於縣道159甲線路口。
縣道166號是東石至瑞里的道路，經過本地區北端，並與省道台3線共線一段路。由該道路（大方向）西行可前往民雄鄉、新港鄉、六腳鄉、東石鄉，並止於縣道168號轉角路口；東行可前往竹崎鄉竹崎市區、梅山鄉的瑞里，並止於縣道162甲線路口。
鄉道嘉113線是盧厝挖至坑口的道路。

## 信仰中心
- 鹿滿教會

## 學校
- 鹿滿國小